# サン・マウリーツィオ・カナヴェーゼ
サン・マウリーツィオ・カナヴェーゼ（伊: San Maurizio Canavese）は、イタリア共和国ピエモンテ州トリノ県にある、人口約10,000人の基礎自治体（コムーネ）。

## 地理

### 位置・広がり

#### 隣接コムーネ
隣接するコムーネは以下の通り。
- カゼッレ・トリネーゼ
- チリエ
- レイニ
- ロバッソメーロ
- サン・カルロ・カナヴェーゼ
- サン・フランチェスコ・アル・カンポ

## 出身著名人
- ジョバンニ・ブルネーロ （自転車ロードレース選手）